# 순천시의회
순천시의회는 전라남도 순천시 지역을 관할하는 기초의회이다.